# 加地健太郎
加地 健太郎（かぢ けんたろう、1935年6月15日 - ）は、東京府（現・東京都）出身の俳優。劇団俳優座第8期生、劇団民藝、田中事務所を経て、東京俳優生活協同組合に所属。本名：清水 重男。血液型はA型。
松本染升は義父にあたる。東京都立千歳高等学校卒業。早稲田大学第一文学部哲学科を中退、早大時代には雄弁会に所属しており青木幹雄と同期であり親友でもある。

## 人物
シャンソン歌手の仲代圭吾は高校の同級生で親友。圭吾の兄である仲代達矢から『七人の侍』の撮影現場の話を聞き、興味を持ったことが俳優になったきっかけのひとつとされる。
劇団民藝と劇団俳優座の入所試験を受け、ともに合格していたが、仲代達矢がいることもあり俳優座の養成所に入所。1957年の『りこうなお嫁さん』が初舞台。
映画『第五福竜丸』が映像作品デビュー作となる。同作品のスタッフから声をかけられ、教育映画『子鹿物語』に主演。映画『らくがき黒板』の撮影中、宇野重吉から劇団民藝に誘われ、俳優座養成所卒業後、1960年5月に劇団民藝に入団。劇団の関連会社である民芸映画社の作品や日活の映画作品に出演。
劇団民藝を退団後、田中事務所に所属し、悪役の仕事が増える。
特技は柔道（三段）。

## 出演

### 映画
- 第五福竜丸（1959年、近代映画協会） ※清水重雄名義での出演
- らくがき黒板（1959年、近代映画協会）
- 人間（1962年、ATG） - ボースン
- 出撃（1964年、日活） - 多田少尉
- 鬼婆（1964年、近代映画協会） - 落武者B
- 春婦伝（1965年、日活）
- 悪党（1965年、東宝） - 六郎
- 太陽が大好き（1966年、日活） - 菊本
- 藪の中の黒猫（1968年、近代映画協会） - 輩下C
- かげろう（1969年、松竹）
- 混血児リカ ひとりゆくさすらい旅（1973年、東宝） - 般若の辰
- 戦争を知らない子供たち（1973年、東宝） - 尾瀬教諭
- 戦争と人間 第三部 完結篇（1973年、日活） - 指揮官
- 東京湾炎上（1975年、東宝） - 新聞記者
- ザ・カゲスター（1976年） - コウモリ怪人
- 地震列島（1980年、東宝） - 首相秘書官
- 仮面ライダースーパー1（1981年、東映） - 香坂健太郎（マタギの頭領）
- 連合艦隊（1981年、東宝） - 大前先任参謀
- 小説吉田学校（1983年、東宝）※ノンクレジット
- 客途秋恨（1990年、香港映画） - 葵子の兄
- 午後の遺言状（1995年、日本ヘラルド映画） - 警官
- 踊る大捜査線 THE MOVIE（1998年、東宝） - 内閣情報調査室長
- 三文役者（2000年、東京テアトル） - かいば屋の主人
- 劇場版 仮面ライダーアギト PROJECT G4（2001年、東映） - 警視庁幹部
- ふくろう（2004年、近代映画協会） - ダム所長
- 石内尋常高等小学校 花は散れども（2008年、近代映画協会） - 小使さん

### テレビドラマ
- シオノギテレビ劇場「螢火」（1967年、CX）
- 光速エスパー 第10話「金星は地獄だ」（1967年、NTV / 宣弘社） - アナウンサー
- フジ三太郎（1968年、TBS）
- 風 第25話「江戸惜春譜」（1968年、TBS / 松竹）
- ジャイアントロボ 第16話「怪ロボットGR2」（1968年、NET / 東映） - ドクター・スネーク
- 戦え! マイティジャック 第9話「地底の悪魔をたたき出せ!」（1968年、CX / 円谷プロ） - Q司令官（VV3基地）
- 河童の三平 妖怪大作戦 第20話「妖怪盲魔」（1969年、NET / 東映） - 妖怪暗殺係の自称メンバー1
- 特別機動捜査隊（NET / 東映）
  - 第315話「栄光二重奏」（1967年） - 藤巻
  - 第354話「荒野を馳ける女」（1968年） - 山根
  - 第393話「白いアリランの花」（1969年） - 村越刑事
  - 第406話「現代フリー女地図」（1969年） - 大工
  - 第742話「競馬人生」（1976年） - 柿沼
- 次郎長三国志 第18話「男一匹度胸がらす」 (1968年、NET  / 東映)
- 五人の野武士 第15話「剣豪 故郷へ行く」（1969年、NTV / 三船プロ）
- キイハンター（TBS / 東映）
  - 第44話「殺人急行007号」（1969年）
  - 第104話「足のある幽霊部隊」（1970年）
  - 第128話「大脱走は死刑台で始まった」（1970年）
- 大河ドラマ（NHK）
  - 樅ノ木は残った（1970年） - 酒井邸使番
  - 国盗り物語（1973年） - 揖斐五郎
  - 風と雲と虹と（1976年） - 扶の兵
  - 花神（1977年） - 井伊直弼
  - 獅子の時代（1980年） - 役人
  - 徳川家康（1983年） - 田中吉政
  - 山河燃ゆ（1984年） - 神山
  - 春の波涛（1985年） - 検事
  - いのち（1986年） - 乗客
  - 独眼竜政宗（1987年） - 大縄讃岐
  - 太平記（1991年） - 少弐頼尚
  - 信長 KING OF ZIPANGU（1992年） - 林美作守
- 荒野の素浪人（NET / 三船プロ）
  - 第1シリーズ（1972年）
    - 第17話「強奪 けもの谷の御用金」 - 津上隼人
    - 第27話「死闘 賞金稼ぎの墓場」 - 朝枝七郎兵衛

  - 第2シリーズ（1974年）
    - 第1話「風塵の剣」 - 佐田鉄太郎
    - 第23話「叛逆の仁」 - 行商人風の男
- 隼人が来る 第12話「人斬り子守唄」（1972年、CX / 東映）
- 快傑ライオン丸 第6話「人食い花フラワンダー」（1972年、CX / ピー・プロダクション） - 河野行永
- 帰ってきたウルトラマン 第43話「魔神 月に咆える」（1972年、TBS / 円谷プロ） - 道路管理人 / グロテス星人の声
- 変身忍者 嵐（1972年、MBS / 東映）
  - 第21話「恐怖怪談 吸血鬼! ドラキュラ日本上陸!!」 - ドラキュラ
  - 第34話「謎のにせ嵐出現!!」、第35話「消えた嵐? 妖怪集団が狙う!!」 - 再生ドラキュラ
- サンダーマスク 第1話「見よ! 暁の二段変身」 - 第4話「魔王冷凍作戦」（1972年、NTV / ひろみプロダクション / 東洋エージェンシー） - 矢野警部
- ジャンボーグA 第4話「危うし! ジャンボーグA」（1973年、MBS / 円谷プロ） - 三津田
- 子連れ狼（NTV / ユニオン映画）
  - 第1部 第25話「柳生封廻状」（1973年） - 下田
  - 第2部 第8話「石蕗の花」（1974年）
- 荒野の用心棒（1973年、NET / 三船プロ）
  - 第11話「武器なき闘いに怒りをこめて…」 - 輪島市之進
  - 第15話「賞金首に群狼が吠えて…」 - 頭巾の武士
  - 第25話「廃墟の宿に母子唄が聞えて…」 - 桜木又之丞
- ロボット刑事 第17話「魔の泡に消されるな?!」（1973年、CX / 東映） - 横田剛
- 科学捜査官 第4話「ミクロの証人」（1973年、、KTV / 松竹） - 梅津刑事
- 白い牙 第17話「ホンコン慕情」（1974年、NTV）
- 破れ傘刀舟 悪人狩り（NET）
  - 第12話「狼の死ぬとき」（1974年） - 役人
  - 第68話「大奥みだれ花」（1976年） - 孝作　
  - 第125話「ろくでなし」（1977年） - 寺社奉行小検使・樋口周蔵
- 悪魔のようなあいつ（1975年、TBS）
- 隠し目付参上 第7話「金か命か体面か」（1976年、MBS） - 牧田勘八
- ザ・カゲスター 第7話「コウモリ男の宝さがし作戦!」（1976年、NET / 東映 / 大広） - コウモリ男
- 人魚亭異聞 無法街の素浪人 第21話「恐怖の狙撃銃」（1976年、NET） - 才次
- スーパー戦隊シリーズ（NET→ANB / 東映）
  - 秘密戦隊ゴレンジャー 第66話「赤い人質交換!! バットラー大爆撃」（1976年） - 黒田博士
  - ジャッカー電撃隊 第20話「暗黒の使者!! 透明怪物が闇を走る」（1977年） - ガムディー大佐
  - バトルフィーバーJ 第1話「突撃!! 球場へ走れ」（1979年）
  - 大戦隊ゴーグルファイブ 第29話「眠りの街の恐怖」（1982年） - ハエモズーの声
- 大都会シリーズ（NTV / 石原プロ）
  - 大都会 PARTII（1977年）
    - 第8話「眼には眼を」
    - 第15話「炎の土曜日」

  - 大都会 PARTIII 第40話「ドクター宗方の証言」（1979年） - 代沢署刑事
- 快傑ズバット 第14話「白羽の矢 涙の別れ」（1977年、12ch / 東映） - カーペンター甚十郎
- 新五捕物帳（NTV）
  - 第1話「殺しの子守唄が聞こえる」（1977年）
  - 第54話「岡っ引きの唄」（1979年） - 直二郎
  - 第63話「遠い春の親子花」（1979年） - 武家
- 大江戸捜査網（12ch / 三船プロ）
  - 第147話「過去を秘めた謎の女」（1974年） - 藤蔵の子分
  - 第161話「傷だらけのめぐり逢い」（1974年） - 源太
  - 第176話「腰抜け武士道」（1975年） - 小田切仙之介
  - 第191話「殺人依頼の謎」（1975年）
  - 第346話「無差別殺人の陰謀」（1978年）
- 白い巨塔（1978年、CX） - 大阪高等裁判所の陪席判事
- スターウルフ 第13話「大爆発0秒前」（1978年、YTV / 円谷プロ） - ササール星士官 ※ノンクレジット
- 太陽にほえろ!（東宝 / NTV）
  - 第300話「男たちの詩」（1978年） - 石田邦夫
  - 第500話「不屈の男たち」（1982年） - 中尾孝（宅麻開発元専務）
  - 第565話「正義に拳銃を向けた男」（1983年） - 岡崎浩平
  - 第578話「一係皆殺し!」（1983年） - 竜神会幹部
  - 第595話「マミー激走!」（1984年） - 武田一郎※ノンクレジット
  - 第610話「38時間」（1984年） - 城西署刑事
  - 第634話「パブロフの犬」（1985年） - グリーンマンション管理人※ノンクレジット
  - 第655話「左ききのラガー」（1985年） - 銃砲店店主
  - 第698話「淋しさの向こう側」（1986年） - 沖田の上司
  - 第713話「エスパー少女・愛」（1986年） - タクシー運転手
- スパイダーマン 第7話「恐ろしきヒット曲! 歌って踊る殺人ロック」（1978年、12ch / 東映） - 早乙女博士
- 特捜最前線（ANB）
  - 第73話「蝶が舞う殺人現場!」（1978年）
  - 第255話「張り込み 顔を消した女!」（1982年）
  - 第282話「ラッシュアワーの女!」（1982年）
  - 第308話「いつか逢った悪女!」（1983年）
  - 第328話「カラスと呼ばれた女!」（1983年）
  - 第343話「汚職官僚の妻!」（1983年）
  - 第356話「ある主婦の殺意!」（1984年）
  - 第471話「死に憑かれた女!」（1986年）
- Gメン'75（TBS）
  - 第175話「香港カラテ対Gメン」（1978年） - 大場
  - 第247話「午前0時の漂流死体」（1980年） - 城西署刑事課長
  - 第275話「警官の妻たちの連続殺人」（1980年） - 刑事
  - 第289話「裸の女囚たち」（1980年） - 竜野刑事
  - 第332話「原宿・六本木の女を襲う男」（1981年） - 捜査主任
- 江戸の旋風シリーズ（CX）
  - 同心部屋御用帳 江戸の旋風IV 第6話「父ありき」（1978年） - 長庵
  - 新・江戸の旋風 第5話「抜いた十手に情は無用!!」（1980年） - 堀田
- 熱中時代 第1シリーズ 第18話「三年四組学級閉鎖」（1979年、NTV） - 教材屋
- 戦後最大の誘拐 吉展ちゃん事件（1979年、ANB）
- 江戸の牙 第10話「妖艶! 密室の謎」（1979年、ANB）
- 西部警察シリーズ（ANB→EX）
  - 西部警察 第2話「無防備都市（後編）」（1979年） - 警視庁爆発処理責任者
  - 西部警察 PART-II 第9話「罠」（1982年） - 東部署捜査係長
  - 西部警察 PART-III
    - 第14話「マシンZ・白昼の対決!!」（1983年） - 高森
    - 第26話「ぼくらは少年探偵団」（1983年） - 銀竜会会長・コウノ
    - 第36話 「対決!! マグナム44」（1983年） - 防衛学校教官
    - 第61話「幻のチェッカーフラッグ」（1984年） - 警備主任・野島謙太郎

  - 西部警察 SPECIAL（2004年） - 警察庁長官
- 江戸の激斗 第17話「みれん花・野盗 暁の襲撃」（1979年、CX） - 勘定奉行
- 土曜ワイド劇場
  - 帝銀事件 大量殺人・獄中32年の死刑囚（1980年、ANB）
  - 新・女弁護士 朝吹里矢子6 幼い目撃者（1999年、ANB） - 松浦春次
  - ラーメン刑事「龍」の殺人推理1（2000年、ABC） - 米倉松次
- 噂の刑事トミーとマツ 第1シリーズ 第45話「トミマツのヤマトよ永遠に」（1980年、TBS）
- 天皇の料理番 第19話（最終回）「カツレツとパリ祭」（1980年、TBS） - コック
- ザ・ハングマン 燃える事件簿 第1話「七つの黒バラ」（1980年、ABC） - 梶原保夫（警視庁捜査一課長）
- 仮面ライダーシリーズ（東映）
  - 仮面ライダースーパー1 第23話「不死身の帝王テラーマクロの正体は?」 - 第48話「地球よさらば! 一也宇宙への旅立ち!!」（1981年、MBS） - 悪魔元帥 / サタンスネーク（第23話より）
  - 仮面ライダーBLACK 第30話「暗殺者にアロハ!」（1987年、MBS） - タロウ・カウアイ
  - 仮面ライダーアギト（2001年、ANB） - 警視庁幹部
- 天まであがれ! パート1 第1話（1982年、NTV） - 刑事
- 必殺シリーズ (ABC / 松竹)
  - 新・必殺仕舞人 第11話「化け猫騒ぎはのんのこ節」（1982年）- 牧村

- - 必殺剣劇人 第3話「むふふ、バカめ！」 (1987年) - 利助
- 連続テレビ小説 おしん 第159話 （1983年、NHK） - 店の客1
- 星雲仮面マシンマン 第9話「髭のはえた女の子」（1984年） - ムチ男の人間態、声
- ニュードキュメンタリードラマ昭和 松本清張事件にせまる 第17話「阿部定のゆくえ」（1984年、ANB / 国際放映）
- 事件記者チャボ! 第22話（1984年） - 刑事
- 私鉄沿線97分署（ANB）
  - 第7話「あばよ! マイ・ラブ」（1984年）
  - 第18話「あんたが悪い!? モテモテマン!!」（1985年）
- おんな風林火山（1986年、TBS) - 内藤修理
- スケバン刑事III 少女忍法帖伝奇 第10話「ヨーヨーと口紅 三代目の初恋」（1987年、CX）
- ジャングル 第32話「四時間の空白」（1987年、NTV）
- 銭形平次 第11話「つっぱりお恵」（1987年、NTV） - 与力
- ベイシティ刑事 第13話「殺し屋たちの危険な大運動会」（1988年、ANB）
- NEWジャングル 第27話「家庭の中の秘密」（1988年、NTV）
- メタルヒーローシリーズ（ANB / 東映）
  - 機動刑事ジバン 第2話「大好き! ナオトお兄ちゃん」（1989年） - 怪力銀行強盗・中川（ネコノイド）
  - 特警ウインスペクター 第20話「熱いKOパンチ!」（1990年） - 兵藤乙彦
  - 特救指令ソルブレイン 第20話「涙の手錠を打て!」（1991年） - 如月大吉郎議員
  - 特捜エクシードラフト 第23話「死をよぶ愛の説得」（1992年） - 元泥棒トリオの一人
  - 特捜ロボ ジャンパーソン 第11話「弱虫戦士の微笑」（1993年） - 武上
  - ビーロボカブタック 第13話「問答無用怒りの鉄拳」（1997年） - ガニランを拾った大酒呑み
- ハロー!グッバイ 第12話「マドンナは刑事が好き」（1989年、NTV）
- はぐれ刑事純情派 第3シリーズ 第10話「張り込み・覗かれた人妻」（1990年、ANB）
- L特急踊り子号殺人事件（1991年、ANB）
- あなただけ見えない（1992年、CX）
- 刑事貴族2 第36話「真実の瞬間」（1992年、NTV）
- 腕におぼえあり 第3シリーズ 第7話「対決」（1993年、NHK） - 初老の侍
- 銭形平次 第4シリーズ 第8話「百鬼夜行」（1994年、CX） - 伝八
- 踊る大捜査線 歳末特別警戒スペシャル（1997年、CX）
- TEAM（1999年、CX）
- 一絃の琴（2000年、NHK）
- 天才てれびくん 魔界探偵（2000年、ETV）
- 女子アナ。（2001年、CX）

### テレビアニメ
- 母をたずねて三千里（1976年、CX / 日本アニメーション） - エルナルド

### ビデオ
- 女囚処刑人マリア
- シベリア強制　抑留者の証言 第一回　望郷（2000年、制作：（財）日本広報センター）

### 舞台
- りこうなお嫁さん（1957年、俳優座） - 武士二[1]
- 泰山木の木の下で（1964年、劇団民芸） - 唄い手[1]
- イルクーツク物語
- オットーと呼ばれる日本人
- ヘレン・ケラー物語

### CM
- 宝酒造 タカラcanチューハイ 生紀香篇（1999年 - 2002年）